# HAM world
HAM world（ハムワールド）とは、電波社が発行するアマチュア無線関連の雑誌である。
旧社の「電波実験社」時代にはアマチュア無線雑誌「モービルハム」を刊行していたが2015年に「ラジコン技術」増刊で復活しHAM worldとなった。２０２３年現在では隔月出版である。
またHAM worldが記事掲載の為に移動運用する時のアマチュア無線クラブ　JS1YEJ　のコールサインを所有する。紙面に掲載されたアンテナや無線機等の試験運用を行う為の無線局である。
株式会社　電波社　住所　東京都世田谷区下馬6丁目１５－４